# شهرستان تیمیش
شهرستان تیمیش (به لاتین: Timiș County) یک جودت است که در رومانی واقع شده‌است.

## خصوصیات
شهرستان تیمیش ۸٬۶۹۷ کیلومترمربع مساحت و ۶۸۳٬۵۴۰ نفر جمعیت دارد.